# سهیلیه
سهیلیه منطقه ای ویلایی در ساوجبلاغ استان البرز است. این منطقه به دلیل آب و هوای دلپذیر خود و نزدیکی به تهران یکی از محبوب ترین مناطق ویلایی اطراف تهران محسوب میشود.